# Batalha da ponte de Arcole

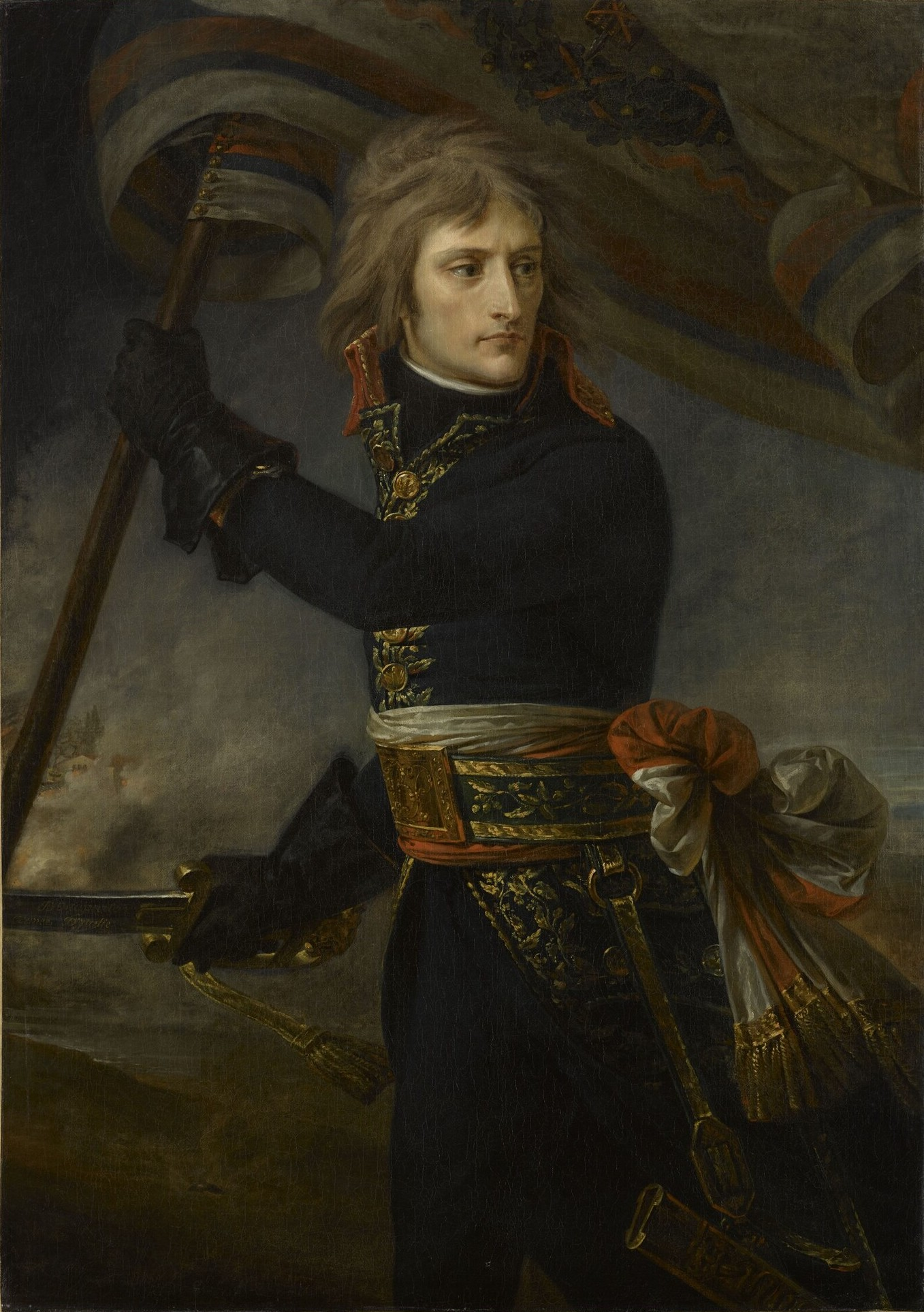
Quadro de comemoração da vitória da Batalha da Ponte de Arcole, pintado pelo francês Antoine-Jean Gros, representando Napoleão Carregando a Bandeira francesa sob a ponte de Arcole.

A Batalha de Arcole ocorreu em 15 de novembro de 1796, na ponte de Arcole, na atual Itália. Os combatentes eram a Primeira República Francesa e o Império Austríaco. As forças francesas eram 20 000 soldados e as forças Austríacas eram 24 000 soldados. As baixas francesas foram de 3 500 soldados mortos ou capturados, 1 300 capturados ou desaparecidos. As baixas Austríacas foram de 2 200 mortos ou feridos, 4 000 soldados e 11 armas desaparecidas. Foi uma manobra ousada de Napoleão Bonaparte. O exército francês da Itália flanqueou o exército austríaco com o general austríaco Joseph Alvinczy von Berberek a cortar sua linha de retirada. A vitória da Primeira República Francesa provou ser o acontecimento mais significativo durante a terceira vez que a Áustria se preparava para começar o cerco de Mântua durante a Guerra da Primeira Coligação. O desfecho foi a vitória Austríaca em baixas e a vitória francesa taticamente. Um grande gesto de coragem feito por Napoleão Bonaparte que é reconhecido até hoje. Diz a história que para servir de exemplo de coragem e força para os outros soldados Napoleão pegou a bandeira do porta-bandeira francês e junto ao exército ele correu em linha de frente sem estar armado arriscando sua própria vida. Esta vitória e o gesto de coragem feito por Napoleão foi reconhecido pelo exército e o pelo povo francês que, a partir desta e outras batalhas, passaram a considera-lo um grande líder.